# Édouard Ménétries
Édouard Ménétries (russifié en Édouard Pétrovitch Ménétrié, Эдуард Петрович Менетрие) est un zoologiste français, né le 2 octobre 1802 à Paris et mort le 10 avril 1861 à Saint-Pétersbourg. Il est le premier entomologiste professionnel en Russie à bénéficier d'un traitement pour son travail. Il y avait déjà quelques professeurs universitaires qui étudiaient les insectes en Russie mais ils devaient financer eux-mêmes leurs recherches.
Il est l’auteur de nombreux travaux sur les lépidoptères et les coléoptères, notamment sur les espèces de Sibérie et de Russie. Il étudie les insectes rapportés par les expéditions d'Alexander von Middendorf (1815-1894) et de Leopold von Schrenck (1826-1894) ainsi que d’autres qui lui sont envoyés par de nombreux collecteurs. Il contribue à la naissance de l'entomologie russe.
Ses collections sont aujourd’hui conservées au Muséum de l’Académie des sciences de Russie à Saint-Pétersbourg et au musée zoologique de Moscou.

## Biographie

### Ses premiers pas
Ménétries est né à Paris, et c’est sa rencontre avec Alexander von Humboldt (1769-1859) qui le décide à abandonner sa carrière médicale pour se consacrer à l’exploration et à l’histoire naturelle. Ménétries étudie auprès de Pierre André Latreille (1762-1833), un des pères de l'entomologie, ainsi qu'auprès de Georges Cuvier (1769-1832). Sur leurs recommandations, il participe, de 1822 à 1824, comme zoologiste, à une expédition russe au Brésil conduite par le baron Georg Heinrich von Langsdorff (1774-1852). Ce voyage lui permet d'acquérir une grande expérience sur le terrain et Ménétries prépare une série d'articles sur la zoologie. Après son retour du Brésil, Ménétries se rend à Saint-Pétersbourg en 1826, il devient conservateur des collections de zoologie à l’Académie des sciences. Le gouvernement lui fournit un appartement et un traitement de 2 500 roubles par an.

### Expédition dans le Caucase
Son plus grand voyage en Russie est l'expédition dans le Caucase alors en temps de guerre, en 1829. Ce voyage est organisé par un membre de l'Académie, le général Emmanuel, qui commande les troupes sur les lignes caucasiennes. À cette expédition, se joignent les physiciens Adolph Theodor Kupffer (1799-1865) et Heinrich Lenz (1804-1865) ainsi que le botaniste Carl Anton von Meyer (1795-1855) ; la partie zoologie est confiée à Ménétries. Après être passés par Moscou, Rostov-sur-le-Don et Stavropol, les membres de l'expédition arrivent sur le pont au-dessus de la Malka où s'est installé l'état-major du général Emmanuel.
Le général Emmanuel et son fils, accompagnés de quelques hommes se joignent à l'expédition. Sous la protection de 650 soldats, 350 cosaques et deux canons, le corps expéditionnaire se rend à Elbrouz. Le 9 (21) juillet, l'expédition de deux jours sur le mont Elbrouz commence. Le premier jour, ils arrivent aux frontières des neiges éternelles, où ils passent la nuit, puis le second jour ils commencent l'ascension du sommet.
Mais ils ne parviennent pas à l'atteindre. En effet, lorsqu'ils atteignent les 4 700 mètres, le soleil déjà élevé rend la neige molle et la poursuite de l'ascension est pratiquement impossible. Un des conducteurs, le kabardin Kilar Khachirov est le seul à avoir atteint le sommet. Puis au cours du mois, l'expédition étudie l'Elbrouzie, où ils rassemblent de grands matériels scientifiques. Après cela, ils retournent à Piatigorsk, où ils reçoivent une nouvelle instruction académique qui pousse Lenz, Meyer et Ménétries à poursuivre leur voyage, dans le but d'étudier la côte caspienne jusqu'aux frontières de la Perse.
À la fin du mois d'août, ils partent de Piatigorsk et arrivent à la forteresse de Groznaïa (à présent Grozny). Puis à la fin du mois d'octobre, escortés par les cosaques, ils partent pour Khassaviourt, traversent Soulac, arrivent sur la côte caspienne et atteignent Bakou, en passant par Derbent et Quba.
Pendant l'hiver, ils étudient les volcans de boue et les rejets de pétrole et de gaz sur la péninsule d'Abşeron. Le 27 avril (9 mai) 1830, Ménétries et Meyer partent de Bakou pour le sud en traversant Salyan, la partie méridionale des steppes du Mougan et la côte du golfe de Kyzyl-Agatch. En vingt jours, ils arrivent à Lankaran où ils visitent les bois les plus intéressants pour leur faune et leur flore, situés au pied du massif. Ensuite, ils décident de passer un mois dans les montagnes où ils collectent de nombreux matériels entomologiques très intéressants. Lorsqu'ils retournent à Lankaran à la fin du mois de juillet, une épidémie de choléra fait des ravages, ils partent donc rapidement pour Bakou, puis pour Quba, d'où ils escaladent les pentes des montagnes Shahdagh et Bechbarmak (Cinq-Doigts) jusqu'à la zone subalpine. À Quba, ils sont de nouveau confrontés à l'épidémie de choléra. Ils se dirigent donc vers Piatigorsk, mais à cause des routes infranchissables et du choléra, ils retournent à Saint-Pétersbourg.
En 1831, Ménétries publie le Catalogue raisonné des objets de zoologie recueillis dans un voyage au Caucase et jusqu’aux frontières actuelles de la Perse. Ce premier grand travail scientifique porte sur la faune caucasienne, il contient des descriptions de quelques centaines d'espèces d'insectes caucasiens, principalement des scarabées et des papillons ; il constitue encore aujourd'hui une mine d'informations sur l'étude des animaux du Caucase.

### Conservateur au musée zoologique de l'Académie des sciences de Saint-Pétersbourg

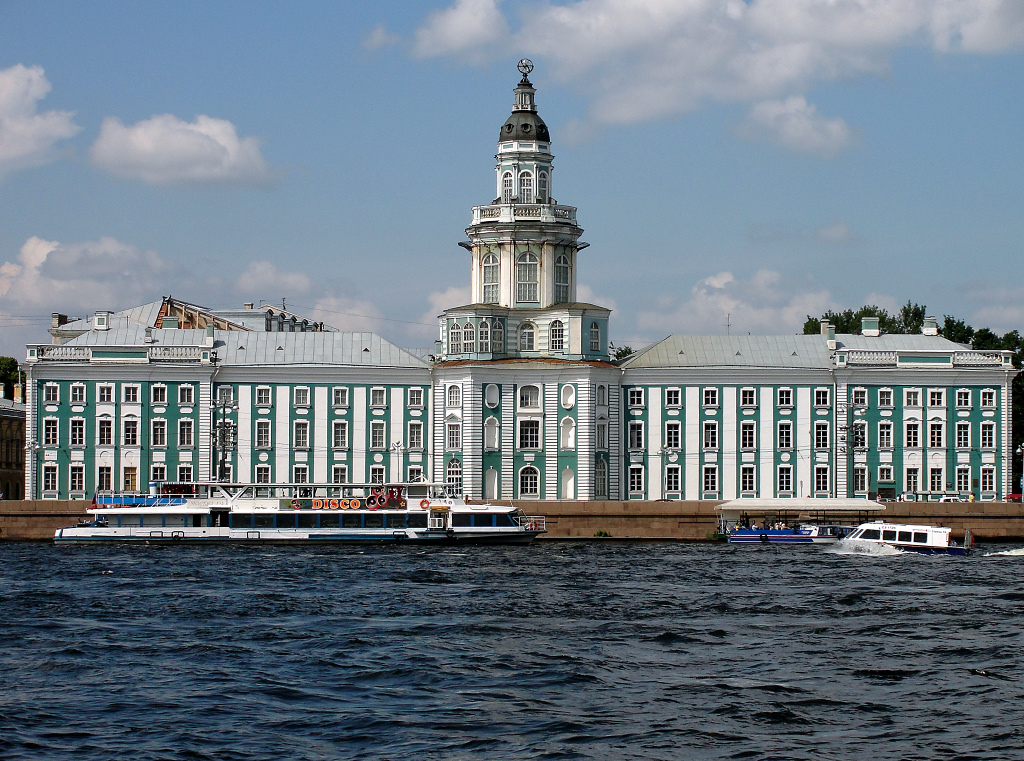
Vue de la Kunstkamera, premier siège du musée zoologique de Saint-Pétersbourg

À Saint-Pétersbourg, Ménétries commence ses activités de conservateur en réorganisant les collections. Avant lui, la méthode d'organisation des collections n'était pas du tout scientifique. Elles étaient présentées dans des boîtes avec un couvercle en verre, disposées de telle manière à ce qu'au centre soit placé un grand et bel insecte – un papillon ou un scarabée - puis différentes espèces étaient disposées autour de lui, de diverses manières. À partir du centre, chaque rayon commençait avec un petit insecte, suivi par des insectes de plus en plus grands, de façon que la boîte soit remplie complètement.
Aucune étiquette pour identifier des insectes n'était ajoutée et les données sur leur origine manquaient souvent. Ménétries divise la collection par ordre, identifie le matériel quand c'est possible, et classe les spécimens suivant un ordre systématique. Une grande partie du matériel est jetée car il manque des étiquettes et il souffre de la moisissure ou de la poussière.
Lorsqu'en 1832, le musée zoologique de l'académie des sciences est officiellement ouvert, Ménétries est nommé conservateur de sa collection entomologique. Il occupe cette place jusqu'à la fin de sa vie. La nouvelle collection du musée zoologique comporte des exemplaires recueillis au Brésil et au Caucase, puis la riche collection de Hummel, constituée presque exclusivement d'insectes et de peu de matériels, mais toutefois intéressants, provenant des alentours d'Irkoutsk.
Pour Ménétries, vivre et travailler n'est pas chose facile. Son traitement augmente plus lentement que le coût de la vie ; subvenir aux besoins de sa famille à Saint-Pétersbourg avec un tel traitement est presque impossible. Ménétries fait donc des heures supplémentaires, en donnant des leçons de sciences naturelles à l'Institut Smolny pour jeunes filles nobles et dans d'autres écoles. En 1855, il est élu membre-correspondant de l'Académie des sciences, mais il ne reçoit aucun avantage matériel. Dans le musée, Ménétries n'a même pas de préparateur, mais dans les années 1830 et 1850, entrent au musée des matériels zoologiques provenant de différentes régions de l'empire russe, venant même de l'Amérique russe, et on arrange les échanges de collections avec les musées étrangers. Il manque constamment d'armoires et de boîtes. Dans des conditions si difficiles, Ménétries réussit quand même à étudier de nombreux insectes et en particulier les papillons et les scarabées. Il étudie la Russie européenne et la Sibérie ; il publie un article sur la faune du Turkestan, en se fondant sur les collectes du célèbre voyageur Grigori Kareline, l'arrière-grand-père du poète Alexandre Blok (1880-1921). Il travaille sur les collectes d'Alexandre Lehmann, ce docteur et naturaliste a visité Khiva et Boukhara qui n'avaient été pratiquement jamais étudiées, et il meurt à son retour d'Asie centrale.
Pour venir à bout de cet énorme travail technique et avoir le temps de faire de nouvelles études, Ménétries demande l'aide du petit cercle d'entomologistes amateurs de Saint-Pétersbourg (avant tout, des collectionneurs de papillons et de scarabées). Ils dissèquent et étiquettent des insectes, et pour ce travail, ils reçoivent en récompense des exemplaires en double pour leur propre collection. Peu à peu, des aspects sombres de cette activité se dévoilent, certains amateurs commencent à abuser de la confiance de Ménétries. En particulier Viktor Motchoulski (1810-1871) commence au début des années 1850 à jouer un rôle négatif.
Cet homme très énergique, colonel de l'état-major, propriétaire d'une énorme collection et auteur de nombreux travaux sur la systématique des scarabées, et partiellement d'autres insectes, propose à Ménétries de définir et de ranger la collection des coléoptères. Après quoi, il fait de la collection du musée comme des choux de son jardin. Souvent il emporte chez lui des expéditions entières avec des matériels, il garde pour lui les exemplaires les plus intéressants, il utilise les doubles pour des échanges et seul ce qui reste est rendu au musée. En suivant son exemple, d'autres collectionneurs font de même avec des hyménoptères, des punaises et d'autres groupes.
À la fin de sa vie, Ménétries s'occupe lui-même des papillons, c'est pourquoi ils sont mieux conservés au Musée que les autres groupes d'insectes. Lorsqu'il meurt en 1861, il faut à son successeur, Moravits et au directeur du Musée, Johann Friedrich von Brandt (1802-1879) faire de grands efforts pour mettre en ordre la collection et réglementer l'accès des visiteurs. Les rapports avec Motchoulski sont entièrement rompus. Ménétries déplace sa collection à Moscou ; après sa mort, sa collection est envoyée au Musée zoologique de l'université de Moscou.

### Fondation de la Société entomologique russe

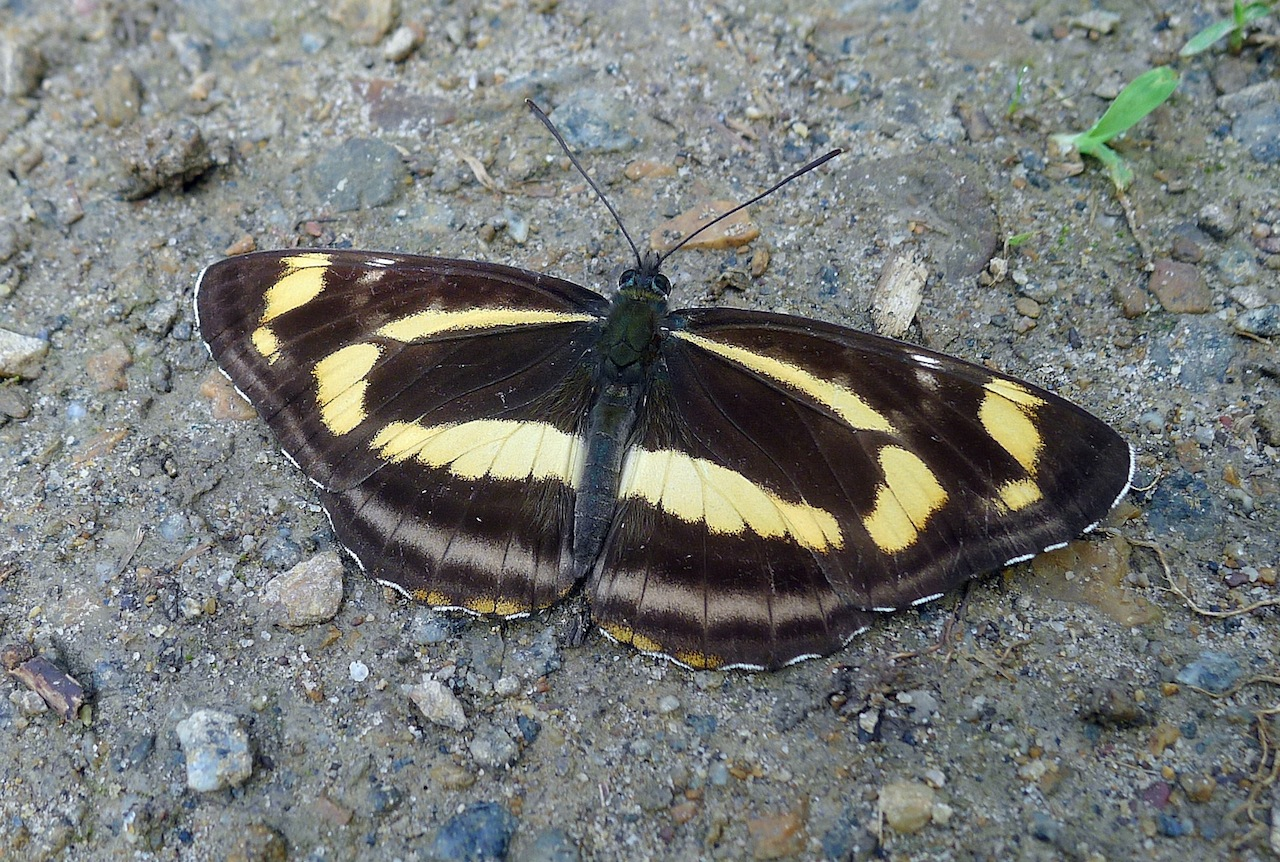
Aldania thisbe, espèce décrite par Ménétries.

Le cercle d'entomologistes amateurs, avec qui Ménétries a collaboré, joue cependant aussi un rôle positif dans le développement de l'entomologie en Russie. Il a constitué le noyau de la société entomologique russe.
Le premier projet de fonder une société savante est apparu au début de 1848, mais comme il est indiqué dans l'article qui fut rédigé en commémoration du cinquantième anniversaire de la Société (1910) « Compte tenu des circonstances de cette époque, il ne faut pas seulement remettre à plus tard la réalisation de cette idée, mais il faut même cesser les réunions privées ».
Cela est arrivé car l'empereur Nicolas Ier, effrayé par le mouvement révolutionnaire de 1848 en Europe, se méfie de toute société scientifique que ce soit et des réunions qu'elles engendrent. C'est uniquement après sa mort que s'amorce le mouvement pour l'organisation d'une société savante, sous le règne d'Alexandre II plus libéral, avec l'assistance de la grande-duchesse Hélène, intelligente et cultivée, veuve du grand-duc Michel Pavlovitch, oncle du tsar Alexandre II.
En 1859, l'autorisation est reçue. La réunion organisée de la Société entomologique russe (SER) a lieu le 25 février 1860 dans un grand appartement de fonction du général K. Manderstern, commandant de la forteresse Pierre-et-Paul. Son fils, commandant des gardes, est un des organisateurs de la société. Trente personnes assistent à la réunion, parmi lesquelles les académiciens Johann Friedrich von Brandt (1802-1879), Karl Ernst von Baer (1792-1876) (élu premier président de la SER) et Alexander Theodor von Middendorff (1815-1894), célèbre scientifique de Sibérie. Sept des fondateurs de la Société sont des officiers. Ménétries, malade, ne peut pas assister à la réunion. Un an après, le 10 avril 1861, il meurt. Ses mérites dans le développement de l'entomologie en Russie ne doivent pas être oubliés.

## Espèces qui portent le nom de Ménétries
- Melitaea menetriesi, papillon de la famille des Nymphalidae, par Aristides von Caradja (1861-1955) en 1895.
- Borearctia menetriesii, papillon de la famille des Erebidae, par Eduard Friedrich Eversmann (1794-1860) en 1846.
- Carabus menetriesi, coléoptère de la famille des Carabidae, par Arvid-David Hummel (1778-1836) en 1827.
- Lebia menetriesi, coléoptère de la famille des Carabidae, par Ernst von Ballion (1816-1901) en 1869.
- Phyllophaga menetriesi, coléoptère de la famille des Scarabaeidae, par Émile Blanchard (1819-1900) en 1850.
- Megathous menetriesi, coléoptère de la sous-famille des Cebrioninae, par Edmund Reitter (1845-1920) en 1890.
- Anadastus menetriesi, coléoptère de la famille des Languriidae, par Viktor Motchoulski (1810-1871) en 1860.
- Aphodius menetriesi, coléoptère de la sous-famille des Aphodiinae, par Édouard Ménétries en 1849.
- Blaps menetriesi, coléoptère de la famille des Tenebrionidae, par Ernst Gustav Kraatz (1831-1909) en 1881.

## Listes des travaux de Ménétries
- 1829 : Observations sur quelques Lépidoptères du Brésil. Mém. Soc. Natur. Mosc., V, p. 81-96.
- 1834 : Catalogue de quelques Lépidoptères des Antilles avec la description de plusieurs espèces nouvelles. Bull. Soc. Nat. Mosc., V, p. 291-316.
- 1832 : Catalogue raisonné des objets de zoologie recueillis dans un voyage au Caucase et jusqu'aux frontières actuelles de la Perse. Saint-Pétersbourg, 272 p.
- 1834 : Notice sur quelques Lépidoptères des Antilles avec la description de plusieurs espèces nouvelles. Bull. Soc. Nat. Mosc., V, p. 113-134.
- 1836 : Monographie de la famille des Myiotherinae où sont décrites les espèces qu'ornent les Musées de l'Académie. Mém. Académie des Sciences de Saint-Pétersbourg, VIe sér., t III., p. 443-543.
- 1836 : Insectes nouveaux de la Turquie. Bull. Soc. Acad. Sci. St.-Pétersb., I, p. 180-182.
- 1836 : Sur quelques insectes de la Russie. Bull. Soc. Acad. Sci. St.-Pétersb., I. 180-182.
- 1837 : Catalogue d'insectes recueillis entre Constantinople et les Balkans. Mém. Acad. Sci. St.-Pétersb., VI ser., 5, p. 1-52.
- 1838 et 1840 : Essai d'une monographie de genres Anacolus de la famille les Capricornes. Mém. Acad. Sci. St.-Pétersb., VI ser., 5, p. 129-131 ; t. 9, p. 277-296.
- 1842 : Sur un nouveau genre de Lépidoptères nocturnes de la Russie (Axiopaena maura). Bull. Soc. Acad. Sci. Nat. St.-Pétersb., IX, p. 40-43.
- 1844 : Monographie du genre Callisthenes. Bull. Soc. Acad. Sci., cl. phys.- math. de St.-Pétersb., II, N 22, p. 381-351.
- 1844 : Sur un envoi d'Insectes de la côte Nord-Ouest d'Amérique. Bull. Sci. phys.-math. Acad. St.-Pétersb., II, N 4, p. 49-64.
- 1844 : Cours d'histoire naturelle à l'usage des Institutions de demoiselle placées sous la Haute protection de Sa Majesté l'Impératrice. xx + 144 p.
- 1847 : Sur quelques papillons de Sibérie recueillis par M. Stubbendorf. Bull. Sci. cl. phys.-math. de l'Acad. St.-Pétersb., V, N 17, 262-265.
- 1848 : Description des insectes recueillis par fen Lehmann. Mém. Acad. Sci St.-Pétersb., VI, p. 217-319.
- 1849 : Catalogue des insectes recueillis par fen Lehmann. Mém. Acad. Sci. St.-Pétersb., ser. VI, 8, p. 17-66.
- 1849 : Rapport sur l'état actuel du Musée Entomologique de l'Acad. Sci. Bull. cl. phys.-math. de l'Acad de St.-Pétersb., VII, p.
- 1851 : Lettre à M. Renard sur le genre Harpactus. Bull. Soc. Nat. Mosc., XXIV, p. 366-368.
- 1851 : Insecten (Coleoptera, Lepidoptera, Orthoptera) Mittendorff's Reise in Aussersten den Norden und Osten Siberiens. St.-Petersb., Zool., II Bd., I Abth. p. 45-76.
- 1854 : Coléoptères recueillis dans la Mongolie Chinoise et aux environs de Pékin. in : Motschulsky. Étud. Entom., III p.
- 1856 : Description de deux nouvelles espèces de lépidoptères trouvées près de St.-Pétersbourg. in : Motschulsky, Étud. Entom., V : 42-50.
- 1855 et 1857 : Enumeratio corporum animalium Musei Imperialis academiae Scientiarum Petropolitanae. Elassis Insectis Ordo Lepidopterorum. Petropoliis, Pars I, p. XV + 66 p., Pars II, p. 67-144.
- 1858 : Einige Worte uber die Hypothese der Kreuzung der Arten bei den Insecten. Wien. Entom. Monatsschr., II : 193-200.
- 1858 : Anti-Kritik. Gegen Dr. Gerstackek. Kritik der Enumeratio corporum animalium etc. Stettin. Entom. Ztg., XIX, S. 137-142.
- 1859 : Über gewisse Arten von Kritik entomologischer Werke. Wien. Entom. Monatsschr., III, S. 1-8.
- 1859 : Lépidoptères de la Sibérie orientale et en particulier des rives de l'Amour. в кн.: Dr. L. von Schrenk's Reise und Forschungen in Amurlande, 1854-1856, Bd. 2 ; Bull. cl. phys.-math. de l'Acad. Sci. St.-Pétersb., t. 17, p. 1-75.
- 1859 : Sur les lépidoptères de Lankaran et de Talyche. Bull. cl. phys.-math. de l'Acad Sci. St.-Pétersb., t. 17, p. 313-316.
- 1859 : Sur les lépidoptères du gouvernement de Jakoutzk. Bull. cl. phys.-math. de l'Acad. Sci. St.-Pétersb., t. 17, p. 513-520.
- 1859 : Verzeichniss von Insecten aus der Gegend von Nachitschevan und dem nordlichen Persien. Nouv. Mém. de la Soc. Nat. Mosc., XII, p. 247.
- 1859 : Lettre adressée à M. le premier Secrétaire de la Société des Natur. Moscou. Dr. Renaund. Bull. Soc. Nat. Mosc., 32.
- 1863 : Enumeratio corporum animalium Musei imperii Academiae scientiarum Petropolitaene. Clasis insectis. Ordo Lepidopterorum. Pars III Descriptions de nouvelles espèces des lépidoptères de la collection de l’Académie des sciences de Saint-Pétersbourg, p. 145-161.